# Шашуолю
Шашуолю (лит. Šešuolių ežeras) — озеро в Укмергском районе Литвы, принадлежит бассейну Швятойи и Немана.
Расположено в 12 км к юго-востоку от города Укмерге. Находится на высоте 115,2 метра над уровнем моря. Вытянуто с севера-запада на юго-восток. Длина озера 1,5 км, ширина до 0,42 км. Площадь водной поверхности — 0,398 км², протяжённость береговой линии — 3,7 км.
Глубина достигает 4,5 м. Берега низкие и заболоченные — вокруг находится болото Кузилай. В озеро Шашуолю впадают 4 ручья (Таурупис и 3 безымянных), из северного конца вытекает река Шашуола (приток Сесартиса).